# Dale Dickey
Diana Dale Dickey (Knoxville, 1961. szeptember 29. –) amerikai színésznő.
Legismertebb alakítása Patty A nevem Earl című sorozatban. A Karmok című sorozatban is szerepelt.

## Fiatalkora
Knoxville-ben született, és a Bearden High Schoolba járt. Számos szerepet játszott a középiskolai produkciókban. Később 1979 és 1984 között az University of Tennessee-re  járt, de otthagyta, hogy színészi karrierjét folytathassa. 2015. december 10-én vendégelőadóként visszatért az egyetemre, ahol ő tartotta a diplomaosztó beszédet az őszi végzősöknek, és az egyetem tiszteletbeli Master of Fine Arts diplomát adományozott neki.

## Pályafutása
A 90-es évek óta dolgozik színészként.. Első szerepe a Christy című sorozatban volt. 2010-ben a Winter’s Bone – A hallgatás törvénye című filmben szerepelt. 2012 és 2013 között a True Blood – Inni és élni hagyni című sorozatban szerepelt. 2013-ban a Vasember 3. című filmben szerepelt. 2014-ben A törvény embere című sorozatban szerepelt. 2015-ben a Regression című filmben szerepelt. 2017-ben az A Very Sordid Wedding című filmben szerepelt. 2022-ben A szerelem dallama című filmben szerepelt.

## Filmográfia

### Filmek
| Év   | Magyar cím                           | Eredeti cím                                            | Szerep            | Magyar hang        |
| ---- | ------------------------------------ | ------------------------------------------------------ | ----------------- | ------------------ |
| 1995 | Szerelmes lányok                     | The Incredibly True Adventure of Two Girls in Love     | Regina            |                    |
| 1995 | Szabadnak születtek                  | Running Wild                                           | Judith            |                    |
| 1995 | August King utazása                  | The Journey of August King                             | Jenny             |                    |
| 1997 | Titkok börtöne                       | Prison of Secrets                                      | Lynn barátja      |                    |
| 2000 | Rongy élet                           | Sordid Lives                                           | Glyndora          |                    |
| 2001 | Az ígéret megszállottja              | The Pledge                                             | Strom             |                    |
| 2005 | Hazai pályán                         | Our Very Own                                           | Skillet           |                    |
| 2005 | Domino                               | Domino                                                 | Edna Fender       | Molnár Zsuzsa      |
| 2006 |                                      | Nothing But Ghosts                                     | Annie             |                    |
| 2008 |                                      | Trailer Park of Terror                                 | Daryl             |                    |
| 2008 |                                      | Dark Canvas                                            | Wilma             |                    |
| 2008 | Elcserélt életek                     | Changeling                                             | Páciens           | Csampisz Ildikó    |
| 2008 | Elhagyom a várost                    | Leaving Barstow                                        | Linda             |                    |
| 2009 | Pokoli édenkert                      | A Perfect Getaway                                      | Földanya          |                    |
| 2010 | Winter’s Bone – A hallgatás törvénye | Winter's Bone                                          | Merab             | Farkasinszky Edit  |
| 2011 |                                      | Child of the Desert                                    | Elia              |                    |
| 2011 | Super 8                              | Super 8                                                | Edie              |                    |
| 2011 |                                      | Pirates of the Caribbean: Tales of the Code: Wedlocked | Oona              |                    |
| 2012 |                                      | Blues for Willadean                                    | Rayleen Hobbs     |                    |
| 2012 |                                      | Tales of Everyday Magic                                | Maggie            |                    |
| 2012 |                                      | The Happiest Person in America                         | Meg               |                    |
| 2012 |                                      | My Greatest Teacher                                    | Maggie            |                    |
| 2012 |                                      | Being Flynn                                            | Marie             |                    |
| 2012 |                                      | The Yellow Wallpaper                                   | Jennie Gilman     |                    |
| 2012 | A jó, a pofátlan és a nyugger        | The Man Who Shook the Hand of Vicente Fernandez        | Denise            |                    |
| 2012 | Szeka-túra                           | The Guilt Trip                                         | Tammy             |                    |
| 2012 |                                      | Lost on Purpose                                        | Retta Lee         |                    |
| 2012 |                                      | 9 Full Moons                                           | Billie            |                    |
| 2013 | Tökéletes bizonyíték                 | Evidence                                               | Katrina Fleishman | Téglás Judit       |
| 2013 |                                      | C.O.G.                                                 | Debbie            |                    |
| 2013 |                                      | Dark Around the Stars                                  | Rita              |                    |
| 2013 | A Cate McCall-per                    | The Trials of Cate McCall                              | Mrs. Stubbs       | Téglás Judit       |
| 2013 |                                      | Teddy Bears                                            | Lori              |                    |
| 2013 | Vasember 3.                          | Iron Man 3                                             | Mrs. Davis        | Antal Olga         |
| 2013 |                                      | Southern Baptist Sissies                               | Odette            |                    |
| 2014 |                                      | 'What Lola Wants                                       | Mama              |                    |
| 2014 |                                      | White Bird in a Blizzard                               | Mrs. Hillman      |                    |
| 2014 |                                      | The Possession of Michael King                         | Beverly           |                    |
| 2014 |                                      | San Patricios                                          | Colleen Donnelly  |                    |
| 2015 |                                      | Ain't It Nowhere                                       | Sissie néni       |                    |
| 2015 |                                      | Regression                                             | Rose Gray         |                    |
| 2015 | A Waffle Street farkasa              | Waffle Street                                          | Őrült Kethy       |                    |
| 2016 | Az utolsó emberig                    | Blood Father                                           | Cherise           | Andresz Kati       |
| 2016 |                                      | Poor Boy                                               | Deb Chilson       |                    |
| 2016 | A préri urai                         | Hell or High Water                                     | Elsie             | Menszátor Magdolna |
| 2016 |                                      | Message from the King                                  | Mrs. Lazlo        |                    |
| 2017 |                                      | A Very Sordid Wedding                                  | Sissy Hickey      |                    |
| 2017 |                                      | Small Town Crime                                       | Leslie            |                    |
| 2017 |                                      | Inheritance                                            | Effy Monroe       |                    |
| 2017 |                                      | Last Requests                                          | Maggie            |                    |
| 2017 |                                      | You're Gonna Miss Me                                   | Zelda Montana     |                    |
| 2018 |                                      | Bella                                                  | Charlotte Warren  |                    |
| 2018 | Ne hagyj nyomot!                     | Leave No Trace                                         | Dale              | Horváth Zsuzsa     |
| 2018 |                                      | Dead Women Walking                                     | Rebecca           |                    |
| 2018 |                                      | Lawless Range                                          | Coleen Donnelly   |                    |
| 2018 |                                      | Bloodline                                              | Marie Cole        |                    |
| 2019 |                                      | Wish Man                                               | Clover            |                    |
| 2020 | Palm Springs                         | Palm Springs                                           | Darla             | Réti Szilvia       |
| 2021 | Flag Day – A zászló napja            | Flag Day                                               | Margaret          |                    |
| 2022 |                                      | The Phantoms                                           | Jenny Gilman      |                    |
| 2022 |                                      | Continue                                               | Love              |                    |
| 2022 |                                      | The Cry of Granuaile                                   | Maire             |                    |
| 2022 | A szerelem dallama                   | A Love Song                                            | Faye              |                    |
| 2022 | A hó rabja                           | No Exit                                                | Sandi             | Kovács Nóra        |
| 2022 | Megváltó lövés                       | Savage Salvation                                       | Greta             |                    |
| 2023 |                                      | The G                                                  | Ann Hunter        |                    |
| 2024 | Horizont: Egy amerikai eposz         | Horizon: An American Saga                              | Mrs. Sykes        | Réti Szilvia       |

### Televíziós szerepek
| Év        | Magyar cím                       | Eredeti cím                                       | Szerep              | Megjegyzések                             |
| --------- | -------------------------------- | ------------------------------------------------- | ------------------- | ---------------------------------------- |
| 1994–1995 |                                  | Christy                                           | Opal McHone         | 4 epizód                                 |
| 1995      |                                  | Cagney & Lacey: Together Again                    | Gloria              | tévéfilm                                 |
| 2000      |                                  | City of Angels                                    | Rose Odalee Greenup | 1 epizód                                 |
| 2000      | Visszatérés Cutter Gap-be        | Christy: The Movie                                | Opal McHone         | tévéfilm                                 |
| 2001      |                                  | Christy, Choices of the Heart                     | Opal McHone         | minisorozat                              |
| 2001      | X-akták                          | The X-Files                                       | Vadőr               | 1 epizód                                 |
| 2003      | Frasier – A dumagép              | Frasier                                           | Mrs. Grant          | 1 epizód                                 |
| 2004      | CSI: A helyszínelők              | CSI: Crime Scene Investigation                    | Cassie              | 1 epizód                                 |
| 2004      | Vészhelyzet                      | ER                                                | Mrs. Price          | 1 epizód                                 |
| 2005      | Gyilkos számok                   | Numb3rs                                           | Karen               | 1 epizód                                 |
| 2005–2009 | A nevem Earl                     | My Name Is Earl                                   | Patty               | 19 epizód magyar hangja Rátonyi Hajni    |
| 2006      | Szívek szállodája                | Gilmore Girls                                     | Ruthie              | 2 epizód                                 |
| 2006      | Döglött akták                    | Cold Case                                         | Reba Dautry         | 1 epizód                                 |
| 2006      | A főnök                          | The Closer                                        | Anna Larson         | 1 epizód                                 |
| 2007      | Shark – Törvényszéki ragadozó    | Shark                                             | Nancy Padget        | 1 epizód                                 |
| 2007      | Ki ez a lány?                    | Ugly Betty                                        | Shirley             | 1 epizód                                 |
| 2008      |                                  | Sordid Lives: The Series                          | Glyndora Roberts    | főszereplő                               |
| 2009      | Hercegnővédelmi program          | Princess Protection Program                       | Helen               | tévéfilm magyar hangja Illyés Mari       |
| 2009      | Breaking Bad – Totál szívás      | Breaking Bad                                      | Spooge nője         | 2 epizód magyar hangja Farkasinszky Edit |
| 2010      | Dr. Csont                        | Bones                                             | Marsha Vinton       | 1 epizód                                 |
| 2010      | Gyilkos elmék                    | Criminal Minds                                    | Carol               | 1 epizód                                 |
| 2010      | Nancy ül a fűben                 | Weeds                                             | Sugarpop            | 1 epizód                                 |
| 2011      | Az élet csajos oldala            | 2 Broke Girls                                     | Elena               | 1 epizód                                 |
| 2012–2013 | Nevelésből elégséges             | Raising Hope                                      | Patty               | 2 epizód                                 |
| 2012–2013 | True Blood – Inni és élni hagyni | True Blood                                        | Martha Bozeman      | 12 epizód                                |
| 2013      | A Grace klinika                  | Grey's Anatomy                                    | Gasoline            | 1 epizód                                 |
| 2013      | Terepen                          | Southland                                         | Maureen             | 1 epizód                                 |
| 2013      | Apa csak egy van                 | Last Man Standing                                 | Doris               | 1 epizód                                 |
| 2013      |                                  | Bonnie and Clyde: Dead and Alive                  | Cummie Barrow       | minisorozat                              |
| 2014      | A törvény embere                 | Justified                                         | Judith              | 4 epizód                                 |
| 2014      | A semmi közepén                  | The Middle                                        | Sandy               | 1 epizód                                 |
| 2014      | Kemény motorosok                 | Sons of Anarchy                                   | Renee O'Leary Egan  | 1 epizód                                 |
| 2014      |                                  | Dinner with Friends with Brett Gelman and Friends | önmaga              | különkiadás                              |
| 2015      |                                  | Backstrom                                         | Nunn bíró           | 1 epizód                                 |
| 2015      |                                  | Documentary Now!                                  | Joelle Fellweather  | 1 epizód                                 |
| 2016      | Jobb idők                        | Better Things                                     | Jace                | 1 epizód                                 |
| 2017      | Kib*zgatóhelyettesek             | Vice Principals                                   | Nash                | főszereplő magyar hangja Réti Szilvia    |
| 2017      | Shameless – Szégyentelenek       | Shameless                                         | Ronnie néni         | 1 epizód                                 |
| 2017–2022 | Karmok                           | Claws                                             | Juanda Husser       | 11 epizód                                |
| 2018      | A sötétség titkai                | Into the Dark                                     | Red                 | 1 epizód magyar hangja Farkasinszky Edit |
| 2019      | Hihetetlen                       | Unbelievable                                      | RoseMarie           | főszereplő magyar hangja Horváth Zsuzsa  |
| 2019      | Miért ölnek a nők?               | Why Women Kill                                    | Ruby Jenkins        | 1 epizód                                 |
| 2019      | 104-es szoba                     | Room 104                                          | Sharon              | 1 epizód                                 |
| 2021      | Ők                               | Them                                              | A nő                | 3 epizód magyar hangja Réti Szilvia      |
| 2022      | Micsoda csapat                   | A League of Their Own                             | Beverly             | 8 epizód                                 |
| 2022      | Engedj be!                       | Let the Right One In                              | Debra Harper        | 2 epizód                                 |
| 2023      | A Mandalóri                      | The Mandalorian                                   | Saifir              | 1 epizód                                 |
| 2023      | 19-es körzet                     | Station 19                                        | June Hardy          | 1 epizód                                 |